# Libor Charfreitag
Libor Charfreitag (ur. 11 września 1977 w Trnawie) – słowacki lekkoatleta specjalizujący się w rzucie młotem.
Słowacki lekkoatleta jest medalistą mistrzostw świata i mistrzostw Europy. Trzy razy startował na igrzyskach olimpijskich. W 2003 ustanowił nadal aktualny rekord Słowacji w rzucie młotem. Charfreitag jest także halowym rekordzistą Europy w rzucie ciężarkiem – w 2005 roku uzyskał wynik 25,68.

## Kariera
Na dużej imprezie międzynarodowej zadebiutował w 1996 roku odpadając w eliminacjach mistrzostw świata juniorów. W 1999 był piąty na młodzieżowych mistrzostwach Europy, ósmy na uniwersjadzie oraz odpadł w eliminacjach mistrzostw globu. Zajął odległe miejsce w eliminacjach i nie awansował do finału igrzysk olimpijskich (2000). W swoim drugim występie na uniwersjadzie, w 2001 w Pekinie, był dziesiąty. Na mistrzostwach Europy w 2002 był siódmy, a rok później nie awansował do finału mistrzostw świata. W 2004 na igrzyskach olimpijskich w Atenach był siódmy, rok później uplasował się na dziewiątym miejscu mistrzostw świata, a w 2006 nie awansował do finału mistrzostw Europy. Pierwszy medal dużej imprezy zdobył w 2007 kiedy to sięgnął w Osace po brązowy krążek mistrzostw świata. W konkursie rzutu młotem na igrzyskach olimpijskich w Pekinie (2008) Charfreitag zajął ósme miejsce, jednak po dyskwalifikacji dwóch białoruskich medalistów został przesunięty na szóstą pozycję. W 2010 Sportowy Sąd Arbitrażowy z siedzibą w Lozannie uznał testy antydopingowe za nieważne, ponieważ laboratorium w Pekinie nie spełniało międzynarodowych standardów i Słowak został ostatecznie sklasyfikowany na ósmym miejscu. Na kolejnych mistrzostwach globu, w 2009 roku, zajął dziesiąte miejsce. W 2010 zdobył w Barcelonie tytuł mistrza Europy. Po tym sukcesie wygrał na koniec sezonu konkurs podczas pucharu interkontynentalnego. Medalista mistrzostw Słowacji, uczestnik meczów międzypaństwowych i reprezentant kraju w pucharze Europy oraz drużynowym czempionacie Starego Kontynentu.
Rekord życiowy: 81,81 (29 czerwca 2003, Praga) – rezultat ten jest rekordem Słowacji.

## Osiągnięcia
| Rok  | Impreza                               | Miejsce           | Lokata            | Wynik |
| ---- | ------------------------------------- | ----------------- | ----------------- | ----- |
| 1996 | Mistrzostwa świata juniorów           | Sydney            | el. – 13. miejsce | 61,52 |
| 1999 | Młodzieżowe mistrzostwa Europy        | Göteborg          | 5. miejsce        | 72,82 |
| 1999 | Uniwersjada                           | Palma de Mallorca | 8. miejsce        | 75,18 |
| 1999 | Mistrzostwa świata                    | Sewilla           | el. – 32. miejsce | 70,20 |
| 2000 | Igrzyska olimpijskie                  | Sydney            | el. – 30. miejsce | 72,52 |
| 2001 | I liga pucharu Europy                 | Budapeszt         | 3. miejsce        | 72,76 |
| 2001 | Mistrzostwa świata                    | Edmonton          | el. – 18. miejsce | 75,29 |
| 2001 | Uniwersjada                           | Pekin             | 10. miejsce       | 69,49 |
| 2002 | I liga pucharu Europy                 | Bańska Bystrzyca  | 3. miejsce        | 76,36 |
| 2002 | Mistrzostwa Europy                    | Monachium         | 7. miejsce        | 79,20 |
| 2003 | I liga pucharu Europy                 | Velenje           | 1. miejsce        | 78,23 |
| 2003 | Mistrzostwa świata                    | Paryż             | el. – 13. miejsce | 76,52 |
| 2003 | Światowy finał lekkoatletyczny IAAF   | Szombathely       | 2. miejsce        | 81,22 |
| 2004 | Igrzyska olimpijskie                  | Ateny             | 7. miejsce        | 77,54 |
| 2004 | Światowy finał lekkoatletyczny IAAF   | Szombathely       | 5. miejsce        | 76,99 |
| 2005 | I liga pucharu Europy                 | Gävle             | 3. miejsce        | 74,41 |
| 2005 | Mistrzostwa świata                    | Helsinki          | 9. miejsce        | 76,05 |
| 2005 | Światowy finał lekkoatletyczny IAAF   | Szombathely       | 6. miejsce        | 76,59 |
| 2006 | II liga pucharu Europy                | Bańska Bystrzyca  | 1. miejsce        | 78,04 |
| 2006 | Mistrzostwa Europy                    | Göteborg          | el. – 14. miejsce | 74,13 |
| 2007 | Mistrzostwa świata                    | Osaka             | 3. miejsce        | 81,60 |
| 2007 | Światowy finał lekkoatletyczny IAAF   | Stuttgart         | 7. miejsce        | 75,89 |
| 2008 | II liga pucharu Europy                | Bańska Bystrzyca  | 1. miejsce        | 79,59 |
| 2008 | Igrzyska olimpijskie                  | Pekin             | 8. miejsce        | 78,65 |
| 2009 | II liga drużynowych mistrzostw Europy | Bańska Bystrzyca  | 1. miejsce        | 75,62 |
| 2009 | Mistrzostwa świata                    | Berlin            | 10. miejsce       | 72,63 |
| 2010 | II liga drużynowych mistrzostw Europy | Belgrad           | 1. miejsce        | 76,77 |
| 2010 | Mistrzostwa Europy                    | Barcelona         | 1. miejsce        | 80,02 |
| 2010 | Puchar interkontynentalny             | Split             | 1. miejsce        | 79,69 |
| 2011 | II liga drużynowych mistrzostw Europy | Nowy Sad          | 1. miejsce        | 77,69 |
| 2011 | Mistrzostwa świata                    | Taegu             | el. – 22. miejsce | 72,20 |
| 2012 | Mistrzostwa Europy                    | Helsinki          | el. – 26. miejsce | 69,65 |